# محکمه الاولی
محکمه الاولی نام فرقه‌ای منشعب شده از خوارج و بنا بر قولی نام دیگر فرقه خوارج است (اعم از هر نوع فرقه و انشعابی). گروهی این فرقه را شعبه ای از اباضیه دانسته‌اند. این گروه را محکمه الاولی گویند به جهت آنکه حکم به حکمیت میان علی و معاویه را آنان مطرح کردند و به آن رای مطرح شده در حکمیت، پایبند بودند. به باور گروهی دیگر، اباضیان نیز به جهت حکم به تولا و دوستی نسبت به کسانی که در محکمه اولی حاضر و یا به آن رای داده اند، به محکمه اولی نسبت داده شده‌اند.
علاوه بر دیدگاه های فوق، ابن جوزی این فرقه را انشعابی از حروریه دانسته است که معتقدند هر کس نزد مخلوق به محاکمه رود، کافر خواهد بود. این فرقه اکنون طرفدارانی ندارد.

## رهبران فرقه
رهبران اولیه این فرقه، عروة بن حدیر و یزید بن عاصم محاربی بوده اند که در ماجرای جنگ صفین، بر علی بن ابی طالب اعتراض کردند و از خوارج شدند.